# البرتو ماچیمبارنا
البرتو ماچیمبارنا (انگلیسی: Alberto Machimbarrena; ۳۱ مارس ۱۸۸۸ – ۱۹ ژوئیهٔ ۱۹۲۳) بازیکن فوتبال اهل اسپانیا بود.
از باشگاه‌هایی که در آن بازی کرده‌است می‌توان به باشگاه فوتبال رئال سوسیداد و باشگاه فوتبال رئال مادرید اشاره کرد.